# آنتونیو گیوسا
آنتونیو گیوسا (انگلیسی: Antonio Giosa؛ زادهٔ ۲۱ اوت ۱۹۸۳) بازیکن فوتبال اهل ایتالیا است.
از باشگاه‌هایی که در آن بازی کرده‌است می‌توان به باشگاه فوتبال رجینا، باشگاه فوتبال مودنا، باشگاه فوتبال آلساندریا، باشگاه فوتبال مسینا، باشگاه فوتبال لچه، باشگاه فوتبال چیتادلا، باشگاه فوتبال آ. ث. لومتزانه، باشگاه فوتبال کومو، باشگاه فوتبال آولینو، و باشگاه فوتبال ویچنزا اشاره کرد.